# Domicjan (imię)
Domicjan – imię męskie pochodzenia łacińskiego, genetycznie cognomen od łac. Domitianus, oznaczające "należący do Domicjusza, adoptowany przez Domicjusza, wyzwoleniec Domicjusza". Podstawę zaś nazwy rodowej Domicjusz stanowi wyraz pospolity, który oznacza "oswojenie, poskromienie" (łac. dŏmĭtŭs). Istnieje około dziesięciu świętych katolickich o tym imieniu, m.in. biskup Châlons z IV oraz biskup Tongeren-Maastricht z VI wieku. 
Żeńskim odpowiednikiem jest Domicjana.
Domicjan imieniny obchodzi 7 maja, 12 maja, 1 lipca i 9 sierpnia.
Znane osoby noszące imię Domicjan:
- św. Domicjan – biskup Tongeren-Maastricht (wspomnienie liturgiczne 7 maja)
- Domicjan – cesarz rzymski z I w. n.e.
- Domitianus (znany także jako Domicjan II) – rzymski uzurpator z III w.
- Domicjusz Domicjan – rzymski uzurpator z końca III wieku
- Domiziano Arcangeli – włoski aktor i scenarzysta